# Hof, Vestfold
Hof är en tätort och kyrkby i Holmestrands kommun i Vestfold fylke i sydöstra Norge. Orten ligger där fylkesväg 35 möter fylkesväg 3234, nära fylkesväg 32, väster om Europaväg 18, nordväst om staden Holmestrand. Här finns Hofs kyrka.
Tidigare har orten utgjort centralort i dåvarande Hofs kommun.